# Craugastor raniformis
Espèce
Synonymes
- Hylodes raniformis Boulenger, 1896
- Eleutherodactylus raniformis (Boulenger, 1896)

Statut de conservation UICN

 LC  : Préoccupation mineure
Craugastor raniformis est une espèce d'amphibiens de la famille des Craugastoridae.

## Répartition
Cette espèce se rencontre du niveau de la mer à 1 500 m d'altitude dans l'est du Panamá et en Colombie le long du Pacifique et dans la vallée de la Magdalena.

## Description

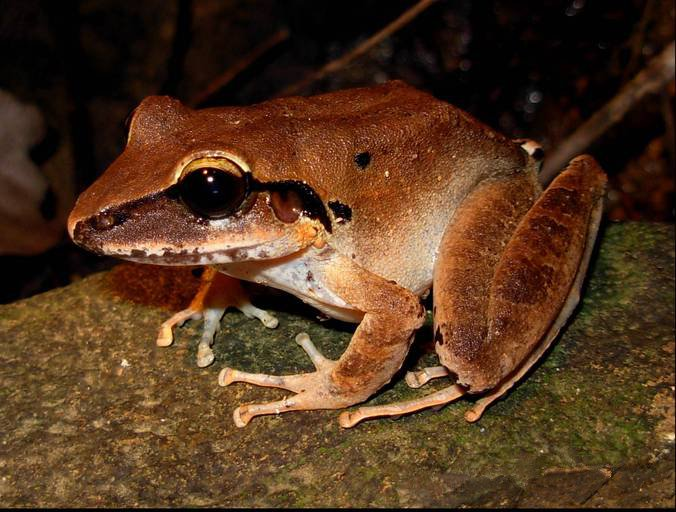
Craugastor raniformis

Le mâle holotype mesure 70 mm.

## Publication originale
- Boulenger, 1896 : Descriptions of new reptiles and batrachians from Colombia. Annals and Magazine of Natural History, sér. 6, vol. 17, p. 16-21 (texte intégral).